# Plaza de la República (São Paulo)
Plaza de la república (en portugués: Praça da República) es un parque público ubicado en el distrito de República de la ciudad de São Paulo (Brasil).
Los domingos, hay un mercado al aire libre en la Plaza de la República con muchos carritos de comida y vendedores que venden arte, ropa, joyas y artesanías . Los artesanos vienen de las regiones norte y noreste de Brasil, así como de países vecinos de América Latina para vender sus productos.

## Historia

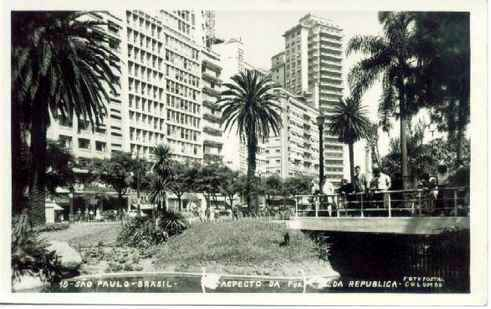
Postal de la Praça da Republica a principios del siglo XX

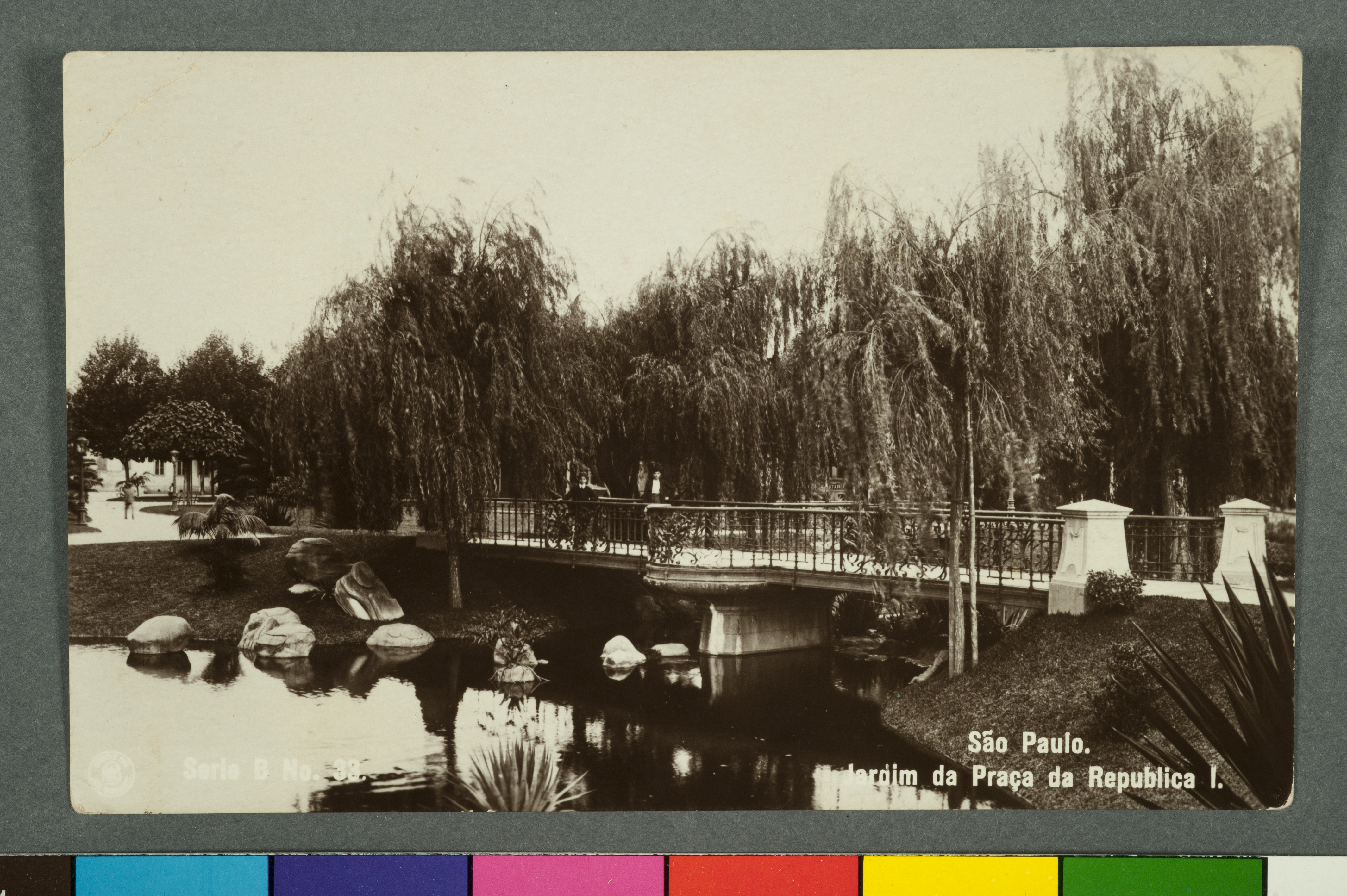
El jardín de la Plaza de la República a principios del siglo XX

Anteriormente conocido como Largo dos Curros, fue allí donde los paulistanos del siglo XIX vieron rodeos y corridas de toros . En ese momento, al ser una zona devaluada y alejada de la región central, la ciudad mantenía un hospicio y un hospital para personas con viruela . Posteriormente, se denominó Largo da Palha, Plaza de las Milícias y Largo 7 de Abril . Con la Proclamación de la República en 1889, la plaza pasó a llamarse 15 de noviembre y, finalmente, Plaza de la República.
La plaza cobró importancia con la construcción del Viaducto del té, que pretendía hacer un nexo entre el llamado "centro viejo" y el "centro nuevo" y permitió urbanizar adecuadamente la zona. En 1894 fue elegida como dirección de la Escuela Normal Caetano de Campos , edificio proyectado por Antonio Francisco de Paula Sousa y Ramos Azevedo , que actualmente es la sede de la Secretaría de Educación del Estado . A principios del siglo XX, llegó la primera reforma que, inspirada en las plazas europeas, trajo puentes y lagos, haciendo que el lugar se asemejara más a su forma actual.
La plaza fue escenario de importantes manifestaciones de la historia nacional, especialmente con el estallido de la Revolución Constitucionalista de 1932 , el 23 de mayo , cuando los paulistas se manifestaron contra la dictadura de Vargas , frente a la sede del partido de gobierno (era el Partido Popular Paulista, ex Legión Revolucionaria, fundada por ministros de la dictadura), en la Rua Barão de Itapetininga , esquina de la Plaza de la República. Fueron recibidos a balazos, los estudiantes moribundos Euclides Bueno Miragaia , Mário Martins de Almeida , Drausio Marcondes de Souza y Antonio Américo Camargo de Andrade , mártires del movimiento en aras de la Constitución.
Frente a sus límites, en la década de 1920, mantuvo el Cine República, inaugurado en 1921 para ser la sala de cine de la aristocracia paulista. El terreno donde se ubicaba "República" luego se convirtió en un gran estacionamiento.
Desde finales de la década de 1960, la plaza se ha convertido en un punto de encuentro de los hippies que de forma espontánea constituyeron allí la conocida feria de artesanía. Poco a poco, la feria se ha convertido en un gran atractivo, ya sea para los turistas o para los paulistas. Entre 2005 y 2006, el alcalde José Serra (PSDB) intentó cerrar la feria, sin embargo, el evento persiste hasta el día de hoy como un destino obligatorio para quienes visitan Sao Paulo.
Alberga el Edificio Esther , el Edificio Sao Tomás, con exquisitos apartamentos de cuatrocientos metros cuadrados, el Edificio Eiffel , diseñado por Oscar Niemeyer , y el Edificio Sao Luiz , diseñado en estilo neoclásico francés, por el arquitecto francés Jacques Pilon , en 1944, con refugio. antiaéreo utilizado posteriormente como garaje. 
Por albergar la Secretaría de Educación del Estado de Sao Paulo, con sede en el hermoso edificio Caetano de Campos, desde los años 90, la Plaza se ha convertido en un punto de manifestación, por parte de estudiantes y profesionales de la educación, contra la precariedad de la educación pública en la red estatal. educación.

## Arquitectura

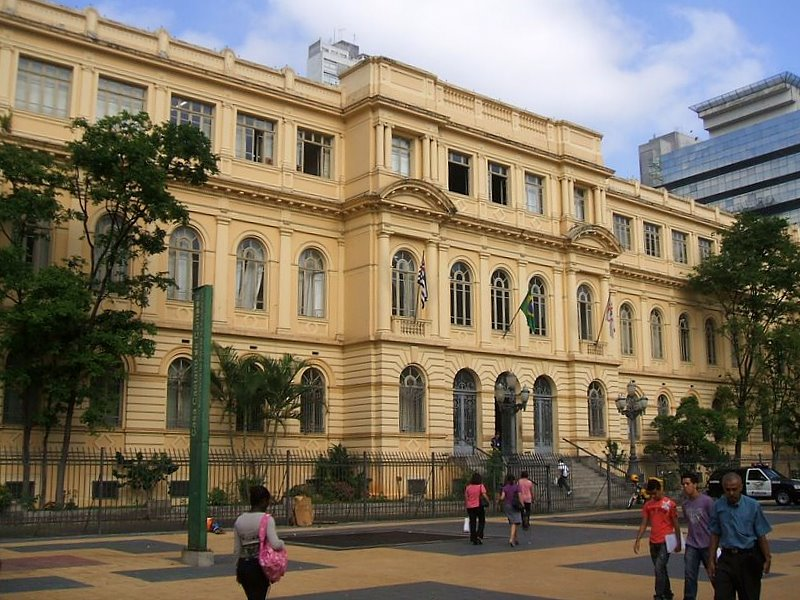
Casa Caetano de Campos, Plaza de la República, São Paulo

La mayor estructura de la Plaza De la República es la Casa Caetano de Campos, construida en 1894 y protegida por el estado de São Paulo; desde 1979, este edificio ha sido la sede del Departamento de Educación del Estado. Los edificios modernistas de la plaza se construyeron en la década de 1930, entre los cuales destacan el Edificio Esther, los edificios Santo Tomás, el Edificio Eiffel de Oscar Niemeyer, y el edificio Sao Luiz de Jacques Pilon.
Dos de los edificios más emblemáticos de São Paulo, el Edificio Copan y Edificio Italia, se encuentran justo al sur de la Plaza de la República, cerca de la esquina de las avenidas São Luís e Ipiranga.

## Transporte
Por la plaza pasan las líneas 4 (Amarilla) y 3 (Roja) del metro de Sao Paulo, pues hacen parada en la estación República, situada en el extremo sur del parque.